# Tour Sallière

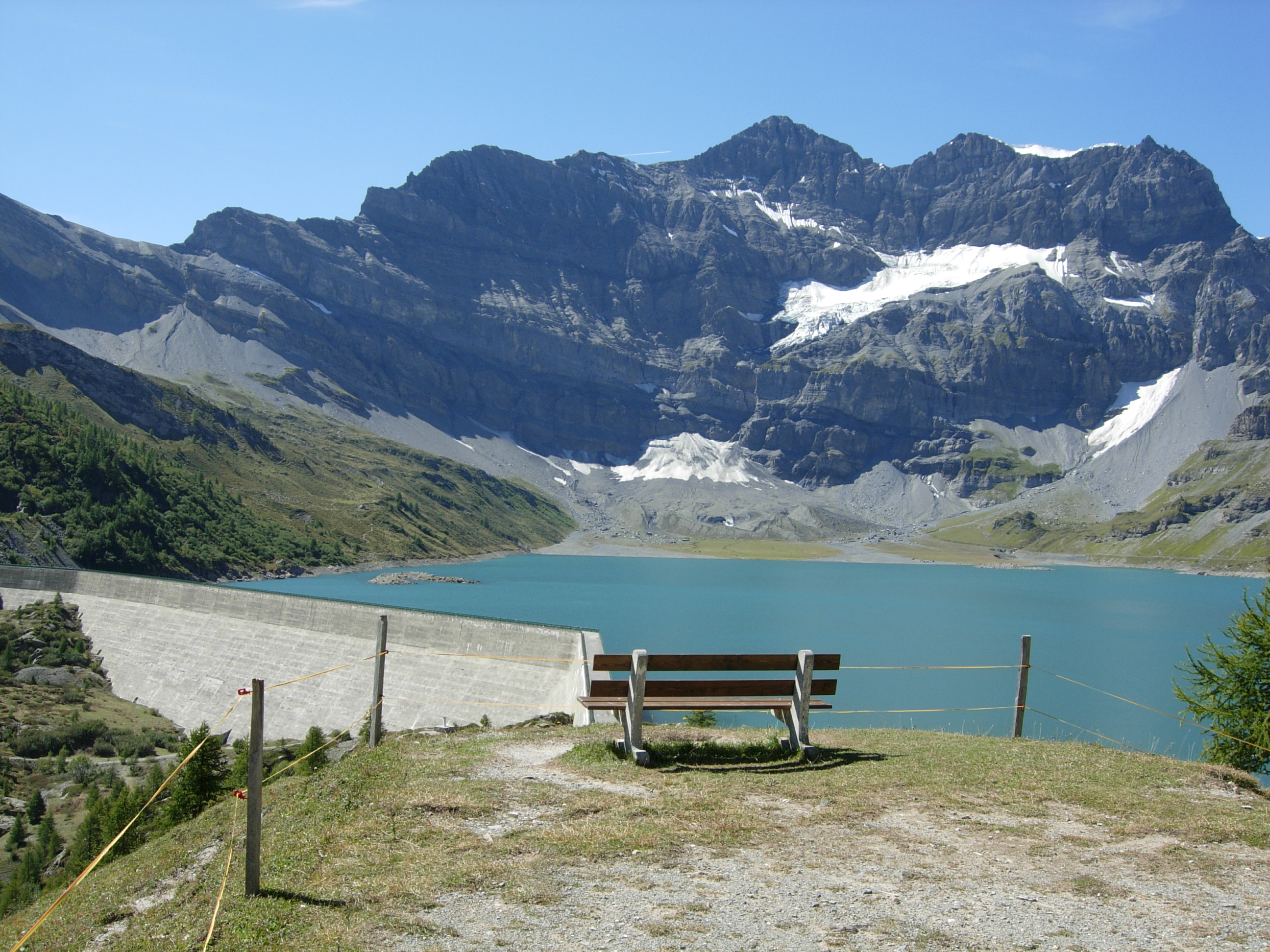
Blick auf die Tour Sallière und den Lac de Salanfe.

Der Tour Sallière (in der Landeskarte der Schweiz Tour Salière) ist ein Berg im Kanton Wallis in der Schweiz. Er hat eine Höhe von 3220 m ü. M. Die Erstbesteigung erfolgte 1858 durch H. Marguerat, J. Oberhauser, J. Rey und E. Gonet.
Zusammen mit der leicht höheren Haute Cime rahmt der Tour Sallière westlich den Stausee Lac de Salanfe ein. Im Norden grenzt er an de Susanfe-Gletscher über dem Val d’Illiez, im Westen an den Mont Ruan und im Südwesten an den Lac d’Emosson Stausee.